# Richard Comeau
Richard Comeau (* 1960 in Chicoutimi, Québec, Kanada) ist ein kanadischer Filmeditor.

## Leben
Comeau wurde 1960 in Chicoutimi als Sohn eines Ingenieurs geboren. Als er vier Jahre alt war, zog die Familie nach Montreal um, wo Comeau auch aufwuchs.
Er studierte bis 1985 Filmwissenschaften an der Concordia University in Montreal. Einer seiner Lehrer engagierte Comeau für den Schnitt seiner Filme. Seit den 1990er Jahren ist er freischaffend als Filmeditor tätig. Zu Beginn seiner Karriere arbeitete er überwiegend für die Regisseurin Manon Briand. Mit dem Schnitt des Episodenfilms Cosmos empfahl Comeau sich für größere Projekte. Mit Denis Villeneuve arbeitete er an Maelström (2000) und Polytechnique (2009).
Für Ce qu'il faut pour vivre (2008) und Polytechnique (2009) wurde er zwei Jahre in Folge mit dem Genie Award für den besten Schnitt ausgezeichnet.
Er ist Mitglied der Canadian Cinema Editors (CCE).

## Filmografie (Auswahl)
- 1996: Snowboard Academy
- 1996: Cosmos
- 1997: Le siège de l'âme
- 1997: La comtesse de Bâton Rouge
- 1998: 2 secondes
- 1998: C't'à ton tour, Laura Cadieux
- 1998: Im Schatten des Verrats (Loss of Faith; Fernsehfilm)
- 1998: Home Team – Ein treffsicheres Team (Home Team)
- 2000: Maelström
- 2000: Méchant party
- 2001: Heart: The Marilyn Bell Story (Fernsehfilm)
- 2001: ¡Vaya noche!
- 2001: L'ange de goudron
- 2001: Touch: The Forgotten Sense (Dokumentarfilm)
- 2002: La Turbulence des fluides
- 2002: Le marais
- 2003: Mambo Italiano
- 2004: Alptraum einer Sommernacht (Elles étaient cinq)
- 2004: The Cop, the Criminal and the Clown (C'est pas moi, c'est l'autre)
- 2005: 7 km2 d'infini (Dokumentarfilm)
- 2005: Der Fluch der Betsy Bell (An American Haunting)
- 2006: Le secret de ma mère
- 2006: La vie secrète des gens heureux
- 2007: Ma fille, mon ange
- 2008: Truffe
- 2008: Ce qu'il faut pour vivre
- 2008: Magique!
- 2009: Polytechnique
- 2009: America (Fernsehfilm)
- 2010: La cité
- 2010: Die Säulen der Erde (The Pillars of the Earth; Fernsehmehrteiler, 8 Episoden)
- 2010: L'appât
- 2011: Gangsters (Edwin Boyd: Citizen Gangster)
- 2012: Rebelle
- 2012: Liverpool
- 2013: Betty and Coretta (Fernsehfilm)
- 2013: Gabrielle – (K)eine ganz normale Liebe (Gabrielle)
- 2013: Worms
- 2014: The Good Lie – Der Preis der Freiheit (The Good Lie)
- 2015: Whitney (Fernsehfilm)
- 2015: Mein Praktikum in Kanada (Guibord s'en va-t-en guerre)
- 2016: Dos amantes y un oso
- 2016: Chuck – Der wahre Rocky (Chuck)
- 2016: Iqaluit
- 2017: Eye on Juliet – Im Auge der Drohne (Eye on Juliet)
- 2018: Stockholm
- 2019: Foyer (Kurzfilm)
- 2020: Le club Vinland
- 2020: Like a House on Fire
- 2021: Maria Chapdelaine
- 2022: Chien Blanc
- 2023: Frontières
- 2024: Lucy Grizzli Sophie
- 2024: Ich bin: Celine Dion (I Am: Celine Dion, Dokumentarfilm)